# 德峨镇
德峨乡，是中华人民共和国广西壮族自治区百色市隆林各族自治县下辖的一个乡镇级行政单位。

## 行政区划
德峨乡下辖以下地区：
那地村、德峨村、保上村、八科村、田坝村、岩兴村、新街村、金平村、夏家湾村、常么村、三冲村、水井村、弄杂村、么基村和龙英村。